# سفارت ازبکستان در لندن
سفارت ازبکستان در لندن (به انگلیسی: Embassy of Uzbekistan) یک منطقهٔ مسکونی و نمایندگی سیاسی این کشور در بریتانیا است که در لندن واقع شده‌است.